# Liste des réalisateurs des Simpson

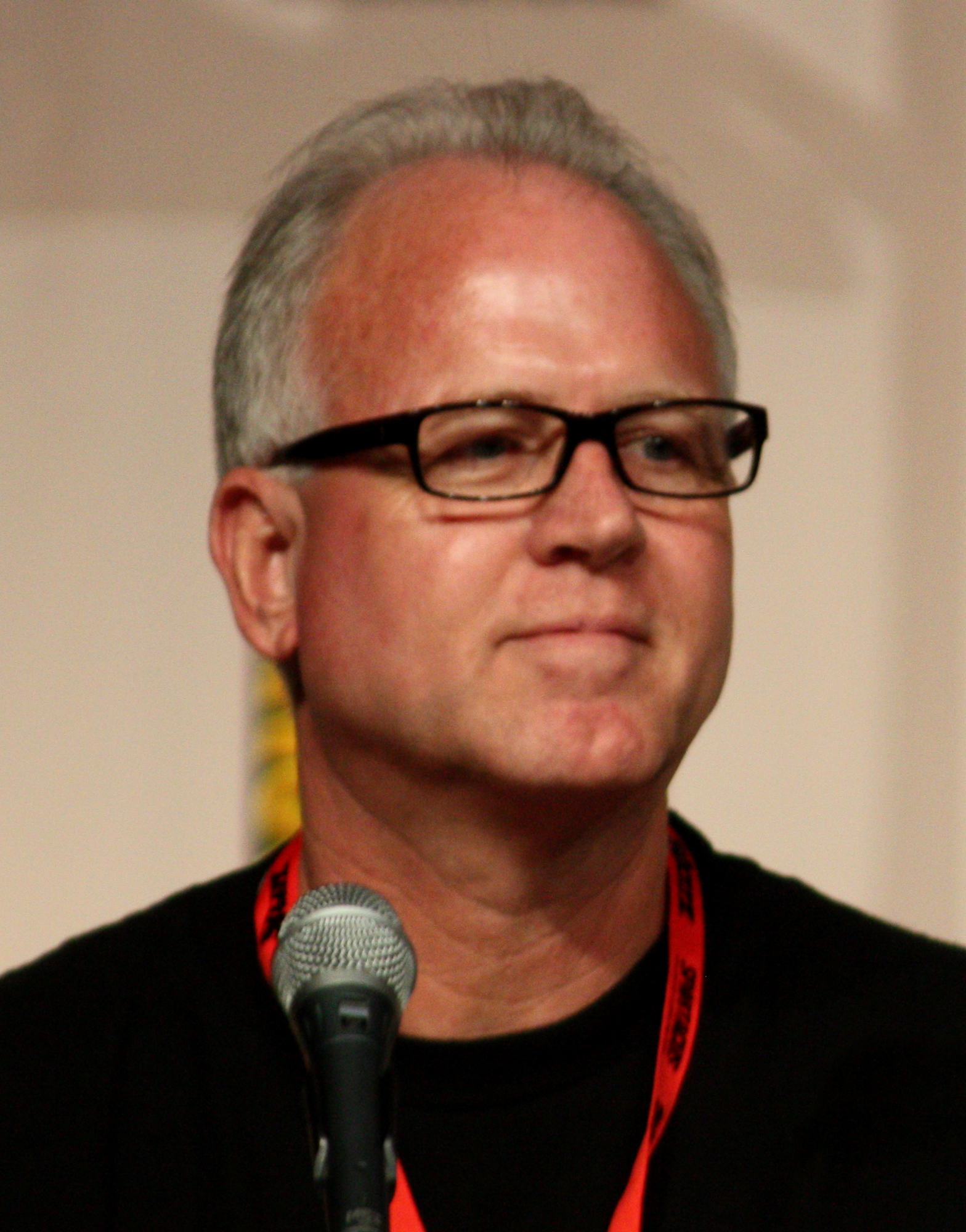
Mike B. Anderson, le superviseur de la réalisation.

Cet article présente la liste des réalisateurs ayant travaillé pour Les Simpson. Au 12 novembre 2024, quarante personnes ont été créditées pour avoir réalisé ou coréalisé au moins un épisode des Simpson. Depuis la neuvième saison, Mike B. Anderson est le superviseur de la réalisation.

## Liste
| #  | Nom                      | Épisodes réalisés | Saisons                            | Dernier épisode                                        |
| -- | ------------------------ | ----------------- | ---------------------------------- | ------------------------------------------------------ |
| 1  | David Silverman          | 33                | 1 à 7, 14, 16 à 18 et 26           | S26E10 - L'Homme qui vint pour être le dîner           |
| 2  | Wes Archer               | 26                | 1 à 7                              | S07E24 - Homer le rocker                               |
| 3  | Gregg Vanzo              | 1                 | 1                                  | S01E04 - Simpsonothérapie                              |
| 4  | Kent Butterworth         | 2                 | 1                                  | S01E13 - Une soirée d'enfer                            |
| 5  | Rich Moore               | 17                | 1 à 5                              | S05E02 - Lac Terreur                                   |
| 6  | Milton Gray              | 2                 | 1 et 9                             | S09E19 - Un Homer à la mer                             |
| 7  | Brad Bird                | 2                 | 1 et 3                             | S03E06 - Tel père, tel clown                           |
| 8  | Mark Kirkland            | 86                | 2 à 31                             | S31E11 - Gloire aux dents                              |
| 9  | Jim Reardon              | 41                | 2 à 15                             | S15E19 - Tartman, le vengeur masqué                    |
| 10 | Jeffrey Lynch            | 12                | 3 à 7                              | S07E22 - Grand-Père Simpson et le trésor maudit        |
| 11 | Carlos Baeza             | 9                 | 3 à 5                              | S05E22 - Les Secrets d'un mariage réussi               |
| 12 | Alan Smart               | 1                 | 3                                  | S03E10 - Un cocktail d'enfer                           |
| 13 | Bob Anderson             | 67                | 5 à 34                             | S34E22 - Les Aventures d'Homer à travers le pare-brise |
| 14 | Susie Dietter            | 11                | 5 à 9 et 18                        | S18E14 - La Chorale des péquenots                      |
| 15 | Swinton O. Scott III     | 7                 | 6, 7, 9 et 10                      | S10E17 - Beau comme un camion                          |
| 16 | Steven Dean Moore        | 86                | 6 à 36                             | S36E12 - L'Homme qui volait trop                       |
| 17 | Dominic Polcino          | 8                 | 7 à 10                             | S10E01 - La Graisse antique                            |
| 18 | Mike B. Anderson         | 34                | 7 à 19, 21 et 27                   | S27E04 - Halloween d'horreur                           |
| 19 | Chuck Sheetz             | 19                | 8, 12, 13 et 18 à 26               | S26E02 - Le Naufrage des relations                     |
| 20 | Pete Michels             | 11                | 8 à 11, 13 et 14                   | S14E20 - Marge, chauffeur de maître                    |
| 21 | Neil Affleck             | 7                 | 8 à 12                             | S12E05 - La Dignité d'Homer                            |
| 22 | Mark Ervin               | 3                 | 9 et 10                            | S10E21 - L'amour ne s'achète pas                       |
| 23 | Klay Hall                | 1                 | 9                                  | S09E25 - Chéri, fais-moi peur                          |
| 24 | Matthew Nastuk           | 66                | 10 à 36                            | S36E22 - Estranger Things                              |
| 25 | Nancy Kruse              | 25                | 10 à 22                            | S22E03 - Bart-ball                                     |
| 26 | Michael Polcino          | 41                | 11 à 26, 29 à 36                   | S36E17 - P.S. I Hate You                               |
| 27 | Lance Kramer             | 24                | 11 à 21, 25, 26, 28 à 30, 32 et 34 | S34E21 - Clown contre ministère de l'Éducation         |
| 28 | Michael Marcantel        | 7                 | 11 à 14 et 16 à 18                 | S18E01 - Parrain par intérim                           |
| 29 | Jen Kamerman             | 3                 | 11 à 13                            | S13E03 - Les Maux de Moe                               |
| 30 | Shaun Cashman            | 1                 | 12                                 | S12E02 - La Bataille des deux Springfield              |
| 31 | Lauren MacMullan         | 7                 | 12 à 16                            | S16E03 - Coucher avec l'ennemi                         |
| 32 | Chris Clements           | 36                | 14 et 18 à 36                      | S36E21 - Full Heart, Empty Pool                        |
| 33 | Raymond S. Persi         | 10                | 16 à 21                            | S21E13 - La Couleur jaune                              |
| 34 | Ralph Sosa (en)          | 4                 | 18 à 20 et 22                      | S22E09 - Gym Tony                                      |
| 35 | Matthew Faughnan         | 27                | 18 à 36                            | S36E11 - Un Noël sous hypnose (Partie 2)               |
| 36 | Rob Oliver               | 39                | 18 à 21 et 23 à 36                 | S36E19 - Abe League of Their Moe                       |
| 35 | Matthew Schofield        | 6                 | 21 à 25 et 27                      | S27E03 - Manque de taffe                               |
| 36 | Timothy Bailey           | 27                | 23 à 36                            | S36E18 - Yellow Planet                                 |
| 37 | Jennifer Moeller (en)    | 7                 | 30 à 33                            | S33E22 - Rock à la maison des pauvres                  |
| 38 | Debbie Mahan (en)        | 7                 | 33 à 36                            | S36E20 - Stew Lies                                     |
| 39 | Gabriel DeFrancesco (en) | 4                 | 34 à 36                            | S36E13 - L'Épisode de la bouteille                     |
| 40 | Eric Koenig (en)         | 1                 | 36                                 | S36E06 - Courts Métrages au féminin                    |